# 塩田憲義
塩田 憲義（しおた のりあき）は舞台俳優。大阪府出身。本名:塩田憲義、芸名として「塩田大盟」を名乗る。

## 来歴・人物
14歳の時にライジングスターライトスタジオ第1期生として入り、17歳で卒業。演出家・俳優の山下晃彦を5年に渡り師事。山下晃彦の演出する作品に多数出演し主演に抜擢される。
2008年、演出家として舞台『わが町』で演出家デビューを果たす。以降、数々の作品の演出を手掛け、2010年JICAの依頼で国際協力をテーマに京都駅でミュージカルを披露するなど、そのキャリアを伸ばしている。
2008年、Dreamユニット・アンサンブルを結成。大阪で演技教室　演技倶楽部『スペース』を開校。指導者として様々なアーティストの演技指導にも携わる。

## 主な舞台出演作品
- 「わが町」作：ソーントン・ワイルダー
- 「幸福の王子」作：オスカー・ワイルド
- 「朝に死す」二人芝居　作：清水邦夫
- 「自分の耳」三人芝居 作：ピーター・シェーファー
- 「【舞台】阪神淡路大震災」作：岡本貴也
- （東北ツアー・新潟・岩手・仙台公演・学校公演・神戸公演・東京公演）
- 「夜長姫と耳男」作　坂口安吾

　…他多数　出　演

## 演出作品
- 「わが町」作：ソーントン・ワイルダー
- 「熊」　作　アントン・チェーホフ
- 「軽の太子とその妹」　作：秋元松代
- 「夕鶴」　作：木下順二
- 「上昇気分」　作：塩田憲義
- 「君のためにできること」作：塩田憲義
- 「ブラックコメディ」作：ピーター・シェーファー　（1ヶ月ロングラン公演）
- 「楽屋〜流れさるものはやがてなつかしき〜」作：清水邦夫　（1ヶ月ロングラン公演）
- 「プロモーターズ！ーセカンドチャンスー」作：岡本貴也